# 伊禾·文拿

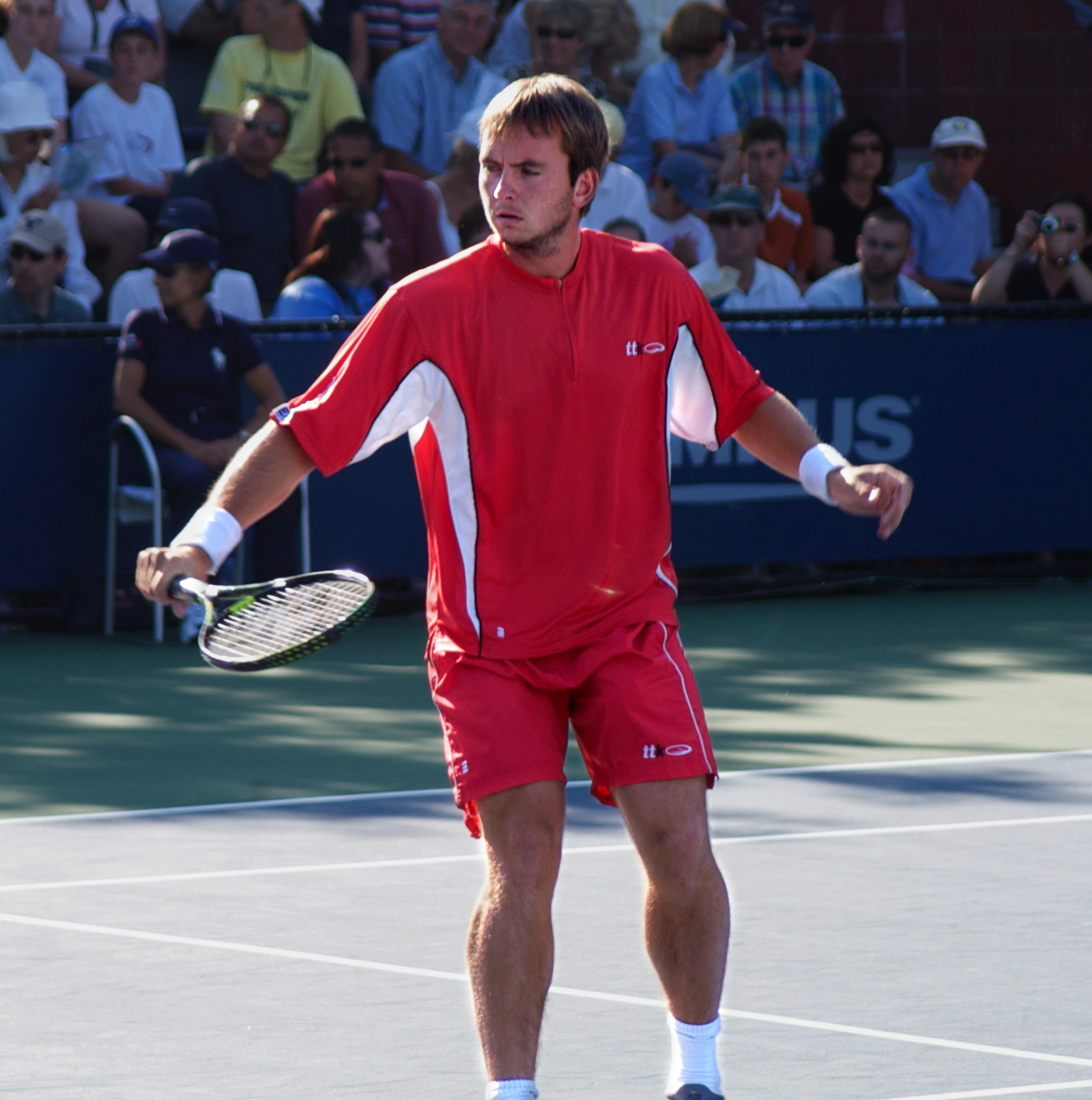
伊禾·文拿

伊禾·文拿（捷克語：Ivo Minář，1984年5月21日—）是捷克男子網球運動員，他在2005年的悉尼公開賽以黑馬姿態晉身男單決賽，但僅敗給東道主選手莱顿·休伊特而取得亞軍後開始成名。

## 外部連結
- 伊禾·文拿（英文/西班牙文）的官方資料
- 伊禾·文拿的國際網球總會 職業／青少年 官方資料（英文）
- 伊禾·文拿的官方資料（英文）